# 老鳖湾
老鳖湾是辽宁省大连市中山区的一个地名。位于昆明街道绿山社区，劳动公园以南，绿山东麓，少年文化宫前。地图标注为绿山湖。三面环山，一面地势低洼。湖水流入劳动公园的荷花池。
旅顺也有两处同名湖泊，其中一处已干涸，成为建筑垃圾堆放场。

## 历史
老鳖湾一名来源众说不一。有人认为因湖中有大量野生鳖而命名。日占时期曾进行修建，作为山上洪水缓冲区和蓄水之用。同时，这里也是刑场，光复后一段时间内沿用。著名汉奸张本政就在此被处决。2000年，大连市对其进行整治，在此建设高档住宅区。还有很多关于老鳖湾的传说。 

## 传播
2009年中央电视台春晚上，在赵本山、小沈阳、毕福剑出演的小品《不差钱》中，毕福剑称自己老家是大连老鳖湾。由于该小品的火爆，“老鳖湾”一名也逐渐为人所知。事实上他本人老家确实在附近，但详址已无从考证。已有人建议借此开发老鳖湾成为旅游景点。